# Ampelocissus floccosus
Ampelocissus floccosus är en vinväxtart som först beskrevs av Henry Nicholas Ridley, och fick sitt nu gällande namn av Galet. Ampelocissus floccosus ingår i släktet Ampelocissus och familjen vinväxter. Inga underarter finns listade i Catalogue of Life.